# 回龙站 (宁波市)
回龙站是浙江省宁波市建设中的一座地下城市轨道交通车站，属于宁波轨道交通7号线。车站计划于2026年底启用。

## 车站形制
回龙站位于鄞州区邱隘镇莫枝北路、诚信路口北侧，沿莫枝北路南北向布置。车站为地下二层岛式车站，长197米，宽18.3米，总建筑面积为10906平方米。

## 出口
回龙站规划设置2个出口。